# Minshuku
Als Minshuku (jap. 民宿, wörtl. Volkshotel) werden in Japan Familienpensionen bezeichnet. Die Nutzung einer solchen Herberge bietet Besuchern des Landes eine der besten Möglichkeiten, gemeinsam mit Japanern zu übernachten. Minshuku sind meistens Familienbetriebe, in denen die Gäste fast wie Mitglieder der Familie betrachtet werden. Die Kosten für eine Übernachtung liegen bei ca. 5000 Yen, darin eingeschlossen sind wie beim Ryokan zwei Mahlzeiten (Abendessen, Frühstück, meist japanisch). Bedienungsgeld und Übernachtungssteuer entfallen, allerdings  bieten die Minshuku oft keine Yukata (leichter Baumwollkimono) oder Toiletten-Artikel wie die Ryokan. Geschlafen wird auch hier auf Futons, die man selbst morgens in eine Ablage zurücklegt. Gastgeber der Minshuku sind meist sehr aufgeschlossen. Die familiäre Atmosphäre erleichtert Gespräche, denn die meisten jüngeren Nutzer der Minshuku beherrschen Englisch.